# Вдовушка Фишера
Вдовушка Фишера (лат. Vidua fischeri) — вид птиц из семейства вдовушковых. Подвидов не выделяют. Назван в честь немецкого исследователя Густава Адольфа Фишера (1848—1886).

## Распространение
Обитают на территории Эфиопии, Кении, Сомали, Южного Судана, Танзании и Уганды.
Естественной средой обитания является сухая саванна.

## Описание
Длина тела 10—11 см. Масса 9—17,8 г. В брачный период, когда самцы несут длинный хвост, длина их тела достигает 30—32 см. Ноги и клюв красные.

## Биология
Гнездовые паразиты. Подражают песне фиалкового астрильда (Uraeginthus ianthinogaster). Самец спаривается с 3—6 самками. Питаются мелкими семенами трав, личинками и взрослыми насекомыми.
МСОП присвоил виду охранный статус LC.